# Зайцев Михайло Митрофанович
Михайло Митрофанович Зайцев (нар. 23 листопада 1923, село Заводський Хутор Чернського повіту Тульської губернії, тепер Чернського району Тульської області, Російська Федерація — 22 січня 2009, Москва) — радянський військовий діяч, командувач військ Білоруського військового округу, головнокомандувач Групи радянських військ у Німеччині, головнокомандувач військ Південного напрямку, генерал армії (4.11.1980). Член ЦК КПРС у 1981—1990 роках. Депутат Верховної Ради СРСР 10—11-го скликань. Герой Радянського Союзу (22.11.1983).

## Життєпис
Народився в селянській родині. Закінчив середню школу.
У Червоній армії з 1941 року. У травні 1942 року закінчив курси спецзв'язку. Учасник німецько-радянської війни. Служив помічником, старшим помічником начальника штабу 113-ї танкової бригади і старшим помічником начальника відділу по спецзв'язку в штабах 7-го гвардійського і 6-го гвардійського танкових корпусів 3-ї гвардійської танкової армії. Воював на Західному (з 20 червня 1942), Воронезькому (з 11 січня 1943), Брянському, Центральному і 1-му Українському фронтах. Брав участь в Середньодонській операції, в Курській битві, в Львівсько-Сандомирській, Вісло-Одерській, Берлінській, Празькій операціях.
Член ВКП(б) з 1943 року.
З 1945 року — начальник відділення штабу повітряно-десантної дивізії, начальник відділення штабу танкової дивізії. Закінчив курси удосконалення офіцерського складу в 1947 році.
У 1954 році закінчив Військову академію бронетанкових військ імені Сталіна.
З 1959 року — начальник штабу танкової дивізії, заступник командира танкової дивізії.
У 1965 році закінчив Військову академію Генерального штабу Збройних сил СРСР.
У серпні 1965 — січні 1967 року — командувач 17-ї танкової дивізії.
У січні 1967 — листопаді 1968 року — командувач 120-ї гвардійської мотострілецької дивізії Білоруського військового округу.
У листопаді 1968 — грудні 1969 року — начальник штабу 7-ї танкової армії Білоруського військового округу.
У грудні 1969 — серпні 1972 року — командувач 5-ї гвардійської танкової армії Білоруського військового округу.
У серпні 1972 — травні 1976 року — 1-й заступник командувача військ Білоруського військового округу.
У травні 1976 — листопаді 1980 року — командувач військ Білоруського військового округу.
25 листопада 1980 — 5 липня 1985 року — головнокомандувач Групи радянських військ у Німеччині.
Указом Президії Верховної Ради СРСР від 22 листопада 1983 року «за великий внесок у підвищення бойової готовності військ, вміле керівництво ними, особисту мужність і відвагу, проявлені в роки Великої Вітчизняної війни, і в зв'язку з 60-річчям від дня народження» генералу армії Зайцеву Михайлу Митрофановичу присвоєно звання Героя Радянського Союзу з врученням ордена Леніна і медалі «Золота Зірка».
У липні 1985 — січні 1989 року — головнокомандувач військ Південного напрямку. Південний напрямок об'єднував Північно-Кавказький, Закавказький і Туркестанський військові округи, а також Каспійську флотилію. У зону відповідальності командування входили радянські війська в Афганістані.
З 4 січня 1989 року — військовий інспектор-радник Групи генеральних інспекторів Міністерства оборони СРСР.
З січня 1992 року — у відставці в Москві. Протягом декількох років був членом правління Російського комітету ветеранів війни і військової служби.
Помер 22 січня 2009 року. Похований в Москві на Троєкуровському цвинтарі.

## Військові звання
- полковник
- генерал-майор танкових військ (23.02.1967)
- генерал-лейтенант танкових військ (29.04.1970)
- генерал-полковник танкових військ (28.10.1976)
- генерал армії (4.11.1980)

## Нагороди
- Герой Радянського Союзу (22.11.1983)
- два ордени Леніна (22.11.1983,)
- орден Жовтневої Революції
- два ордени Вітчизняної війни І ст. (13.05.1945, 11.05.1985)
- два ордени Вітчизняної війни ІІ ст. (23.03.1945,)
- два ордени Червоного Прапора (13.08.1944,)
- два ордени Червоної Зірки (26.03.1943,)
- орден «За заслуги перед Вітчизною» (Німецька Демократична Республіка)
- орден Шарнхорста (Німецька Демократична Республіка);
- військовий орден «За заслуги перед народом і Вітчизною» І ст. (Німецька Демократична Республіка)
- офіцерський хрест ордена Відродження Польщі (Польська Народна Республіка)
- медаль «За відвагу» (27.01.1943)
- медаль «За бойові заслуги»
- медалі